# 云湖桥站
云湖桥站位于湖南省湘潭市湘潭县云湖桥镇，是沪昆铁路上的火车站。车站由广州局集团娄底车务段管辖，目前整车货物发送和到达业务。

## 概要
云湖桥站始建于1938年，为原湘黔铁路的会让站，设有2条股道，后在战争中被毁。后车站在1959年随湘黔铁路湘潭至湘乡段修复工程的完工而通车:492,500，1965年正式开站:504。
1975年车站进行扩建工程。1982年车站再次扩建，新增2条到发线两股，扩大货场，同时增建月台、仓库等设施。至1988年，云湖桥站内设有正线1条、到发线3条、货物线1条，此外还设有候车室、售票室、运行室等设施，为湘潭县主要的车站之一:500:545。
1997年湘黔铁路复线改造时对车站进行扩建。2001年车站停办客运:1444。
2011年原上行邻站姜畲站撤销，车站与湘潭站形成较长区间，导致本站会让和放行的列车增多、作业压力增加。

## 车站结构
云湖桥站目前设有Ⅰ、Ⅱ、3、4道共4条到发线，6道为存车线，另设有一条长210米的牵出线。车站货场位于320国道旁，内设面积13490平方米的散堆场、货物线1条、1350平方米的货物站台两个以及一座765平方米的仓库。车站的货运业务现由湖南湘通物流有限公司娄邵分公司代理，主要办理发到货物品类为化肥、粮食、化工及非金类。车站目前设有通往铁道部第12工程局战备物资储备库、江南工业集团及金顺炉料的专用线。